# Lijst van weg- en veldkapellen in Arendonk
Dit is een onvolledige lijst van veldkapellen in de gemeente Arendonk. Kapelletjes komen vooral voor in katholieke gebieden van o.a. Nederland en België, en werden dikwijls gebouwd ter verering van een heilige. Ze zijn te vinden langs wegen in het buitengebied, maar komen ook voor binnen de bebouwde kom.
| Kapel | Adres                  | Plaats   | Bouwperiode | Architect      | Foto |
| --- | ---------------------- | -------- | ----------- | -------------- | ---- |
| Onze-Lieve-Vrouw Lichtmiskapel                                                                             | Berendonk              | Arendonk | 1965-1967   | J. Keustermans |      |
| Onze-Lieve-Vrouw Moeder Godskapel                                                                          | Broekstraat            | Arendonk | 1963-1964   | R. Lens        |      |
| Heilig-Hart en Sint-Lutgardiskapel                                                                         | De Lusthoven           | Arendonk | 1951        |                |      |
| Onze-Lieve-Vrouw van Lourdeskapel (Hoge Heidekapel)                                                        | De Lusthoven           | Arendonk | 1920        |                |      |
| Kruisbergkapel                                                                                             | De Lusthoven           | Arendonk | 1880        |                |      |
| Onze-Lieve-Vrouw van Lourdeskapel (Heikantkapel)                                                           | Grotstraat             | Arendonk | 1879        |                |      |
| Onze-Lieve-Vrouwekapel                                                                                     | Horststraat-Wippelberg | Arendonk | 1908        |                |      |
| Onze-Lieve-Vrouwekapel                                                                                     | Pleintje               | Arendonk | 19e eeuw    |                |      |
| Onze-Lieve-Vrouwekapel                                                                                     | Schotelven             | Arendonk | 1927        |                |      |
| Onze-Lieve-Vrouw van Bijstandkapel, Heilige Lucia en Sint Hubertuskapel (Onze-Lieve-Vrouw ter Sneeuwkapel) | Wampenberg-Kapelstraat | Arendonk | 1705        |                |      |
| Sint-Niklaaskapel                                                                                          | Watering 23            | Arendonk | Ca. 1852    |                |      |